# ژوزف نونگ
ژوزف نونگ (انگلیسی: Joseph Nonge؛ زادهٔ ۱۵ مهٔ ۲۰۰۵) بازیکن فوتبال اهل بلژیک است که در حال حاضر برای باشگاه فوتبال یوونتوس بازی می‌کند.

## زندگی شخصی
نونگ در بلژیک از مادری کاستاریکایی و پدری اهل جمهوری دموکراتیک کنگو متولد شد و توانایی بازی برای هر سه کشور را دارد.

## دوران باشگاهی
نونگه کار خود را در آکادمی جوانان اندرلخت آغاز کرد. در ژوئیه ۲۰۲۱ به رده جوانان تیم یوونتوس ایتالیا پیوست.
در ۱۹ مارس ۲۰۲۳، او اولین بازی خود را برای باشگاه فوتبال یوونتوس نکست جن در یک بازی سری سی در مقابل پرو پاتریا انجام داد که در آن ۶۱ دقیقه در تساوی ۱–۱ بازی کرد.
در ۴ ژانویه ۲۰۲۴، نونگ اولین بازی خود را با تیم اصلی انجام داد و به عنوان یار تعویضی در برد ۶–۱ کوپا ایتالیا مقابل باشگاه فوتبال سالرنیتانا آمد.
در ۷ ژانویه ۲۰۲۴، او اولین بازی خود را در سری آ انجام داد و به عنوان یار تعویضی در آخرین لحظات پیروزی مقابل باشگاه فوتبال سالرنیتانا وارد زمین شد.

## دوران ملی
وی علی‌رغم توانایی بازی برای تیم‌های ملی فوتبال بلژیک، کاستاریکا و جمهوری دموکراتیک کنگو، در رده پایه تصمیم به بازی برای بلژیک گرفت.
وی همچنین در تیم‌های ملی فوتبال زیر ۱۵ سال، زیر ۱۷ سال و زیر ۱۸ سال بلژیک بازی کرده‌است.